# Alexander Aeschbach

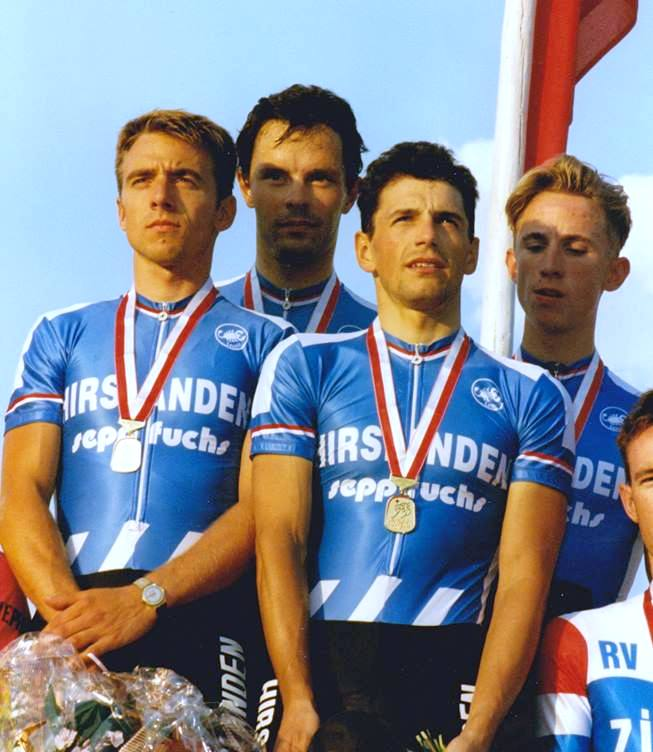
L'équipe championne de Suisse de poursuite par équipes en 1996 : Viktor Kunz, Beat Meister, Patrick Vetsch et Alexander Aeschbach (gauche à droite).

Alexander Aeschbach (né le 9 juin 1974 à Dürrenäsch) est un coureur cycliste professionnel suisse sur route et sur piste. Il est spécialiste des courses de six jours. En 1999 et 2000, il est professionnel sur route chez EC-Bayer puis chez Team Coast. Non gardé dans l'effectif de Team Coast il décide de se consacrer exclusivement à la piste, courant en individuel et en compagnie de Franco Marvulli pour les courses de 6 jours.

## Biographie

### Carrière
Alexander Aeschbach commence le cyclisme à l'âge de neuf ans. À 17 ans, il participe aux championnats du monde juniors à Athènes où il duspute la poursuite individuelle et la course aux points. En raison de problèmes d'organisation de la Fédération Suisse, il se consacre à la route de 1997 à 1999. Il est membre des équipes professionnelles EC Bayer Worringen en 1999 et Team Coast en 2000. 
Aeschbach revient sur les épreuves sur piste, dans le but de se qualifier pour les Jeux olympiques de 2004 à Athènes. En raison d'un accident à l'entraînement, il ne peut participer aux championnats du monde 2003 de Stuttgart, qualificatifs pour les Jeux olympiques d'Athènes. En 2004, il remporte le championnat d'Europe de l'américaine avec son partenaire Franco Marvulli. 
Sur piste, Alexander Aeschbach est également multiple champion de Suisse dans différentes disciplines. Il devient également champion de Suisse du contre-la-montre amateurs en 2010 et 2011. Durant sa carrière, il participe à 98 courses de Six jours, et en remporte huit, dont les Six jours de Grenoble en 2001, 2003 et 2004.  
À la fin de la saison 2012-13, Alexander Aeschbach annonce sa retraite sportive. 

### Vie privée
Alexander Aeschbach est un charpentier qualifié. Son frère Andreas a également été coureur cycliste. 

## Palmarès sur piste

### Championnats du monde
- Melbourne 2004
  - 5e de la course aux points
- Los Angeles 2005
  - 8e de la course aux points
- Bordeaux 2006
  - 5e de la course aux points
- Palma de Majorque 2007
  - 12e de la course aux points
- Pruszków 2009
  - 17e de la course aux points
- Ballerup 2010
  - 15e de l'américaine
- Apeldoorn 2011
  - 11e de l'américaine
  - 13e de la poursuite par équipes

### Coupe du monde
- 1996
  - 2e de l'américaine à Cali
- 2002
  - 1er de l'américaine à Kunming
  - 2e de l'américaine à Moscou
  - 3e de l'américaine à Mexico
- 2003
  - 1er du scratch au Cap
  - 2e de l'américaine au Cap
- 2004
  - 2e de l'américaine à Aguascalientes

### Six jours
- 2001 : Grenoble (avec Franco Marvulli)
- 2003 : Grenoble, Moscou (avec Franco Marvulli)
- 2004 : Grenoble (avec Franco Marvulli)
- 2006 : Grenoble (avec Franco Marvulli)
- 2007 : Stuttgart (avec Bruno Risi et Franco Marvulli)
- 2009 : Fiorenzuola d'Arda (avec Franco Marvulli)
- 2010 : Grenoble (avec Franco Marvulli)

### Championnats d'Europe
- Brno 2001
  -  Médaillé d'argent de l'omnium
- Büttgen 2002
  -  Médaillé d'argent de l'omnium
- Valence 2004
  -  Champion d'Europe de l'américaine (avec Franco Marvulli)

### Championnats nationaux
- Champion de Suisse de l'omnium juniors en 1992
- Champion de Suisse de poursuite par équipes en 1993, 1994, 1996, 2003, 2008 et 2009
- Champion de Suisse de poursuite en 2001
- Champion de Suisse de la course aux points en 2002 et 2006
- Champion de Suisse de l'américaine en 2009 (avec Tristan Marguet)

## Palmarès sur route
- 2002
  - 4e étape de la Flèche du Sud
- 2010
  - 2e du championnat de Suisse du contre-la-montre